# Bundarra
Bundarra – miasto w Australii, w stanie Nowa Południowa Walia.